# فرانسه در المپیک تابستانی ۱۹۳۶
فرانسه در بازی‌های المپیک تابستانی ۱۹۳۶ که در شهر برلین آلمان نازی برگزار شد، کاروان فرانسه با ۲۰۱ ورزشکار در این رقابت‌ها شرکت کرد و موفق به کسب ۱۹ مدال (۷ طلا، ۶ نقره، ۶ برنز) شد. در جدول رتبه‌بندی توزیع مدال‌ها، فرانسه در ردهٔ ۵ مسابقات قرار گرفت.